# Dobropoljana
Dobropoljana – wieś w Chorwacji, w żupanii zadarskiej, w gminie Pašman. W 2011 roku liczyła 279 mieszkańców.